# Hongaren in Nederland
Met Hongaren in Nederland (Hongaars: hollandiai magyarok) worden in Nederland wonende etnische Hongaren en/of Nederlanders van (deels) Hongaarse afkomst aangeduid.

## Aantal
Volgens het Centraal Bureau voor de Statistiek (CBS) woonden er 26.853 Nederlanders met een Hongaarse migratieachtergrond in Nederland op 1 januari 2021. Van de ruim 40.000 Roemenen in Nederland behoorde 6% tot de Hongaarse minderheid in Roemenië. Vooral na de toetreding van Hongarije tot de Europese Unie (1 mei 2004) steeg het aantal Hongaarse immigranten in Nederland (zie: onderstaand tabel).
| Eerste generatie | 4 816  | 5 114  | 5 544  | 8 279  | 13 030 | 17 120 |
| Tweede generatie | 6 638  | 6 803  | 7 111  | 7 431  | 8 075  | 9 052  |
| Totaal           | 11 454 | 11 917 | 12 655 | 15 710 | 21 105 | 26 172 |

## Bekende Nederlanders van Hongaarse afkomst
- Ignácz Klein (1897-1943) - voetbalcoach, masseur en Holocaustslachtoffer
- Géza Frid (1904-1989) - componist, muziekpedagoog, dirigent en pianist
- Alexander Bodon (1906-1993) - architect
- Éva Besnyő (1910-2003) - fotografe
- Lajos Kalános (1932-2013) - cameraman
- Frans Weisz (1938) - Regisseur
- Sándor Popovics (1939-2019) - voetbaltrainer
- Dzsingisz Gabor (1940) - oud-politicus
- Károly Illy (1961) - Kinderarts, directeur-bestuurder Longfonds, voormalig voorzitter van de Nederlandse Vereniging voor Kindergeneeskunde (NVK), voormalig OMT-lid[3][4]
- Sylvia Tóth (1944) - zakenvrouw
- Mariska Veres (1947-2006) -  zangeres
- Zsolt Szabó (1961) - staatssecretaris van Koninkrijksrelaties en digitalisering
- Rogi Wieg (1962-2015) - schrijver, dichter
- Erika Sziva (1967) - schaakster
- Anniko van Santen (1971) - televisiepresentatrice
- Ferri Somogyi (1973) - dj en acteur
- Dirk Beljaarts (1978) - minister van Economische Zaken
- Georgina Kwakye (1979) - actrice, presentatrice, model en televisiepersoonlijkheid
- Kati Piri (1979) - politicus
- Géza Weisz (1986) - acteur, DJ, restauranthouder

## Adellijke Nederlandse geslachten van Hongaarse afkomst
- Von Ghyczy
- Jankovich de Jeszenice
- Von Steiger